# Tomoyuki Hirose
Tomoyuki Hirose (japanisch 廣瀬 智行 Hirose Tomoyuki; * 3. September 1994 in Hokkaidō) ist ein japanischer Fußballspieler.

## Karriere
Tomoyuki Hirose erlernte das Fußballspielen in der Jugendmannschaft der Usu Soccer Boy Scouts, in den Schulmannschaften der North Shonan Soccer School und der Hokkaido Otani Muroran High School, sowie in der Universitätsmannschaft der Josai International University. Seinen ersten Vertrag unterschrieb er am 1. Februar 2017 beim Tōkyō Musashino United FC. Der Verein aus Musashino spielte in der vierten japanischen Liga, der Japan Football League. Für Tōkyō absolvierte er 26 Viertligaspiele. Im Januar 2019 wechselte er zum Ligakonkurrenten ReinMeer Aomori FC nach Aomori. Für ReinMeer stand der 27-mal in der vierten Liga auf dem Spielfeld. Im Januar 2021 wechselte er in die dritte Liga. Hier unterschrieb er einen Vertrag beim Vanraure Hachinohe. Sein Profiadebüt für den Verein aus Hachinohe gab Tomoyuki Hirose am 11. April 2021 im Heimspiel gegen Iwate Grulla Morioka. Hier stand er in der Startelf und spielte die kompletten 90 Minuten.